# Murine respirovirus
Murine respirovirus, noto in passato come Sendai virus (SeV), è la specie tipo del genere di virus a singolo filamento negativo di RNA Respirovirus, appartenente all'ordine Mononegavirales, famiglia Paramyxoviridae, sottofamiglia Orthoparamyxovirinae. 
Il  sendai virus è uno dei più importanti patogeni del topo e dei ratti. Anche i criceti possono essere infettati, sebbene siano asintomatici. È estremamente contagioso, la trasmissione avviene per contatto o tramite aerosol. 
Anche l'infezione naturale dei ratti con SeV è generalmente asintomatica, si evidenzia solamente con effetti secondari sulla riproduzione e la crescita dei cuccioli.
Nei topi si manifestano infezioni epizootiche o enzootiche.
- Le infezioni enzootiche sono quelle endemiche della colonia, dove un gruppo costante di animali suscettibili mantengono l'infezione. I topi sono infettati subito dopo lo svezzamento quando il livello di anticorpi materni diminuisce. Poiché non c'è lo stato di portatore, la cessazione della figliazione risulta nell'eliminazione dell'infezione.
- Le infezioni epizootiche si presentano alla prima introduzione del virus nella colonia. I segni clinici possono includere dispnea, gestazione prolungata, crescita lenta e morte precoce. Dove avviene la figliazione, il modello enzootico prende alla fine il sopravvento.

Il virus Sendai è conosciuto anche come Virus Emoagglutinante del Giappone (HV), dalla località in cui fu scoperto nel 1952 come primo rappresentante della famiglia Paramyxoviridae (PIV).
È un virus a singolo filamento negativo di RNA, parainfluenzale di tipo 1. La sua capacità di aumentare la fusione delle vescicole lipidiche e delle membrane cellulari è stata scoperta all'inizio degli anni Ottanta e da allora è stata utilizzata per la formazione di liposomi di HVJ usati come vettori. Più recentemente, l'avanzamento delle ricerche genetiche ha permesso la costruzione di una nuova classe di vettori a RNA con espressione citoplasmatica, chiamati "SeV ricombinante non trasmissibile". Studi recenti hanno mostrato la potenziale capacità di questi vettori di essere usati per terapie geniche e vaccinazioni.